# Jakov Jakovlevics Kuldurkajev
Jakov Jakovlevics Kuldurkajev, oroszul: Яков Яковлевич Кулдуркаев (Lobaszki, 1894. október 22. – Lobaszki, 1966. július 28.) erza költő, író. Az Ermez című eposz szerzője.

## Életútja
1912-ben érettségizett a szaranszki reáliskolában. Szibériába ment, ahol az amuri vasútnál dolgozott. 1915-ben, az első világháborúban besorozták a cári hadseregbe. Az oroszországi polgárháború idején a Vörös Hadsereg katonájaként szolgált. 1923-ban Moszkvában könyvelést tanult, majd könyvelőként és könyvvizsgálóként dolgozott.
Első írásai 1910-ből származnak. Megismerkedése Fjodor Cseznokov (1896–1938), Pjotr Gluhov (1897–1979) és Artur Moro (1909–1989) ezra írókkal, költőkkel nagy jelentőséggel bírt irodalmi pályájában. Segítettek neki, hogy 1928-ban megjelentesse az Ermez (Эрьмезь) című eposzának az első fejezeteit a Jaksztere teste (Якстере теште) című újságban. A teljes mű 1935-ben jelent meg. Az 1930-as években számos verset és elbeszélést publikált gyerekeknek.
1938-ban a nép ellenségeként letartóztatták, és Gulag táborba küldték. Műveit szinte minden könyvtárból eltávolították. Húsz évet töltött börtönben a Komi ASZSZK-ban, a Novgorodi területen és a kazak Dzsambul területen. 1958-ban engedték szabadon és rehabilitálták. 1966. július 28-án szülőfalujában hunyt el.

## Művei
Költészet
- Ermez (Эрьмезь) (1928/1935, Szaranszk)
  - átdolgozott változat a Szjatko folyóiratban (1988)
  - szemelvények moksa nyelven (1988)

Gyermekkönyvek
- Сенксь (A daru)
- Андямо
- Ежов сенксь (A ravasz daru) (1994, a Szjatko folyóiratban)

Antológiában
- Поэмат ды ёвкст (Versek és mesék) (2008, Szaranszk)

## Fordítás
Ez a szócikk részben vagy egészben  a   Jakow Kuldurkajew című német Wikipédia-szócikk ezen változatának fordításán alapul.  Az eredeti cikk szerkesztőit annak laptörténete sorolja fel. Ez a jelzés csupán a megfogalmazás eredetét és a szerzői jogokat jelzi, nem szolgál a cikkben szereplő információk forrásmegjelöléseként.